# Stephen Stills
Stephen Arthur Stills (Dallas, 3 gennaio 1945) è un cantautore, chitarrista, polistrumentista e produttore discografico statunitense.
È celebre per il suo lavoro nei gruppi Buffalo Springfield e Crosby, Stills, Nash & Young (inizialmente noti come "Crosby, Stills and Nash"; Young si unì alla band a partire dal secondo album).

## Biografia essenziale

### Infanzia e adolescenza
Stills nacque il 3 gennaio 1945 a Dallas nel Texas. Il padre di Stills era un membro delle Forze Armate e la famiglia si trasferì diverse volte. Stills iniziò già da bambino ad interessarsi al blues e al folk. Durante un periodo passato in Costa Rica e nella Panama Canal Zone (dove completò le scuole superiori) conobbe anche la musica latino-americana.
Nei primi anni sessanta, Stills decise di intraprendere la carriera di musicista e abbandonò la University of Florida. Fu membro di diverse band di scarso successo, tra le quali ricordiamo i Continentals, in cui suonava anche Don Felder (poi chitarrista degli Eagles). Alla fine approdò a un gruppo corale composto da nove elementi, gli Au Go Go Singers, in cui incontrò Richie Furay. Il gruppo incise un album e intraprese un tour del Canada, durante il quale Stills e Furay conobbero il chitarrista Neil Young. Poco tempo dopo, gli Au Go Go Singers si sciolsero.

### Buffalo Springfield e CSNY
Anni dopo, Stills, Furay e Young si incontrarono a Los Angeles, costituendo il nucleo centrale dei Buffalo Springfield. La band incise tre album (Buffalo Springfield, Buffalo Springfield Again, e Last Time Around) e un singolo di successo, scritto da Stills: For What It's Worth. Durante il periodo nei Buffalo, Stills arricchì notevolmente la propria tecnica chitarristica, in cui coesistevano elementi rock and roll, blues, country e folk. Lo stile di Stills influenzò anche quello del suo amico Jimi Hendrix e persino diversi autori di musica latino-americana.
Dopo lo scioglimento dei Buffalo Springfield, Stills si unì a David Crosby (ex Byrds) e Graham Nash (ex Hollies) formando i "Crosby, Stills & Nash" (CSN), che divennero poco dopo Crosby, Stills, Nash & Young (CSNY). Fra gli ultimi anni sessanta e i primi anni settanta, CSN e CSNY furono fra le poche formazioni nordamericane a competere in popolarità con i Beatles. Il gruppo incide e suona dal vivo ancora oggi.

### Lavoro solista

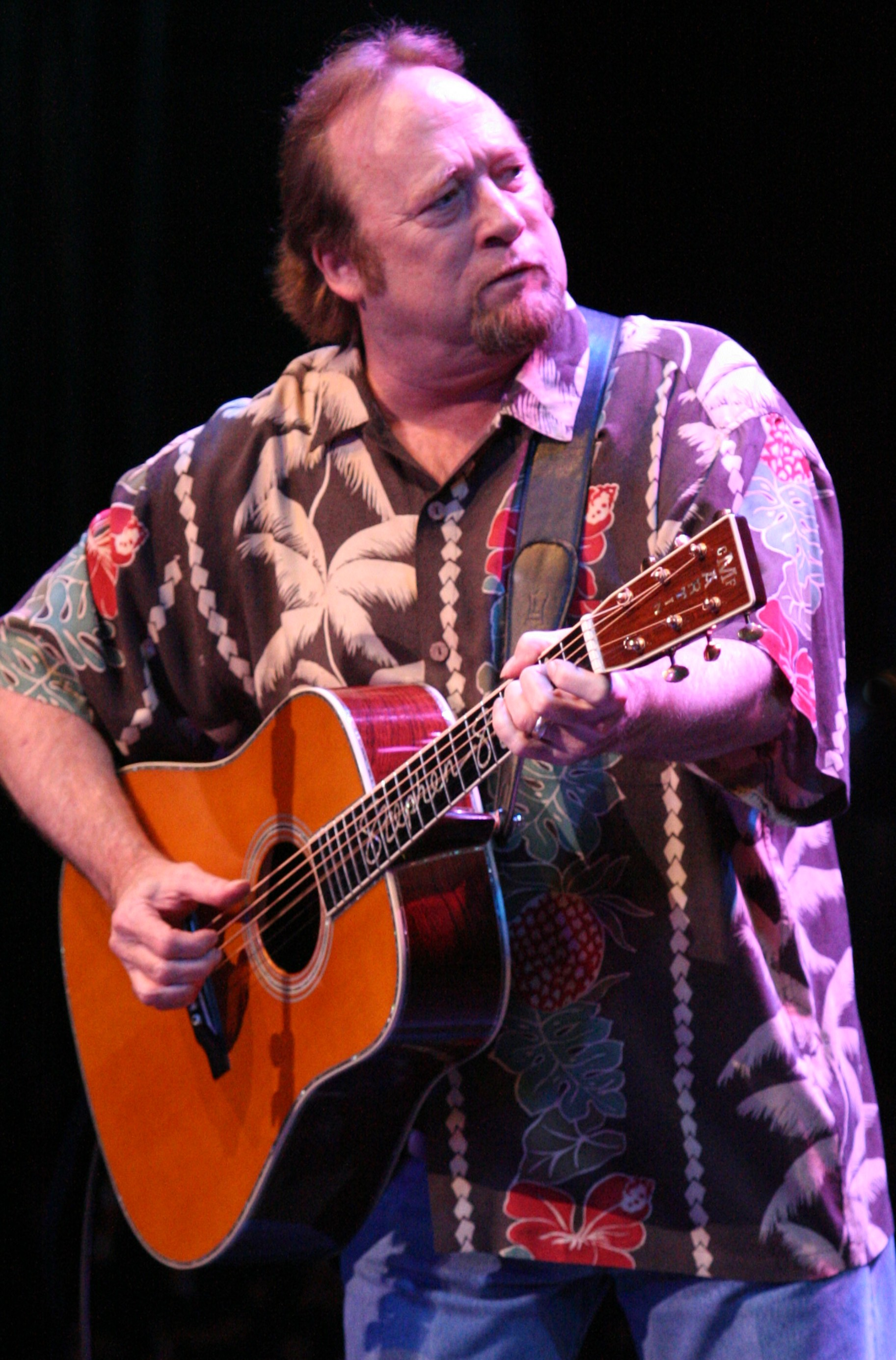
Stephen Stills nel 2007

Da solista partecipa a varie session. Da ricordare Super Session nel 1968, con Al Kooper e Mike Bloomfield, altro esempio di 'supergruppo' e di session libere da vincoli produttivi.
Tutti i membri dei CSNY registrarono anche album solisti. Sul primo album di Stills, Stephen Stills, (1970) compaiono come guest star musicisti quali Eric Clapton, Jimi Hendrix e Booker T. Jones, oltre agli altri membri dei CSN. L'album contiene anche il singolo di successo Love the One You're With e la celebre Black Queen. Il secondo album, Stephen Stills 2, fu pubblicato l'anno dopo. Nel 1972 Stills si unì a Chris Hillman (un altro ex Byrds) per formare il gruppo "Manassas". L'album che ne risultò, Manassas, finì però per essere pubblicato come album solista di Stills.
Dopo l'esperienza "Manassas" Stills passò alla Columbia Records e iniziò a lavorare all'album Long May You Run. Inizialmente si supponeva che l'album sarebbe stato pubblicato sotto il nome CSNY, ma Crosby e Nash abbandonarono per onorare i loro obblighi contrattuali a incidere e suonare in tour, per cui Long May You Run fu pubblicato come primo (e unico) album di Stills-Young Band. Durante il tour dell'album, anche Young abbandonò (pare a causa di una infezione alla gola). Stills terminò il tour da solo, e in seguito si unì nuovamente a Crosby e Nash. Da allora, Crosby, Stills & Nash hanno continuato a incidere e suonare insieme, anche se tutti e tre hanno nel frattempo realizzato anche lavori solisti. Nel 1997 Stills divenne il primo artista a essere menzionato due volte nella Rock and Roll Hall of Fame, per il suo lavoro con CSN e con i Buffalo Springfield.

## Attività politica
CSNY, e i singoli membri, sono sempre stati aperti sostenitori del radicalismo politico. Nel 2000, Stills fu delegato di Al Gore per la Florida durante la Convenzione Nazionale dei Democratici.

## Vita privata
Dopo aver avuto una breve storia con Rita Coolidge, è stato sposato dal 1973 al 1980 con la cantautrice Véronique Sanson, dalla quale ha avuto i figli Chris, Jen e Justin. Nel 1996 si risposa con la produttrice cinematografica Kristen Stills, con la quale ha altri tre figli: Henry, Eleanor e Oliver Ragland.

## Discografia

### Album solisti

#### Album in studio
- 1970 - Stephen Stills
- 1971 - Stephen Stills 2
- 1975 - Stills
- 1976 - Illegal Stills
- 1978 - Thoroughfare Gap
- 1984 - Right by You
- 1991 - Stills Alone
- 2005 - Man Alive!
- 2017 - Everybody Knows

#### Live
- 1975 - Stephen Stills Live
- 2007 - Just Roll Tape April 26 1968

#### Compilation
- 1976 - Still Stills: The Best of Stephen Stills
- 2003 - Turnin' Back the Pages

### Con i The Rides
- 2013 - Can't Get Enough

### Crosby, Stills & Nash (& Young)
- 1969 - Crosby, Stills, and Nash
- 1970 - Déjà vu
- 1971 - Four Way Street
- 1974 - So Far
- 1977 - CSN
- 1980 - Replay
- 1982 - Daylight Again
- 1983 - Allies
- 1988 - American Dream
- 1990 - Live It Up
- 1994 - After the Storm
- 1999 - Looking Forward

### Buffalo Springfield
- 1967 - Buffalo Springfield
- 1967 - Buffalo Springfield Again
- 1968 - Last Time Around

### Manassas
- 1972 - Manassas
- 1973 - Down the Road

### Au Go Go Singers
- 1964 - They Call Us the Au Go-Go Singers, (Roulette Records)

### Stills-Young Band
- 1975 - Long May You Run, (Reprise Records)

### Collaborazioni
- 1967 - No Way Out - The Chocolate Watchband
- 1967 - King Size Soul - King Curtis
- 1968 - Any Day Now - Joan Baez
- 1968 - Blues:The Common Ground - Kenny Burrell
- 1968 - Song to a Seagull - Joni Mitchell
- 1968 - Dream a Little Dream - Cass Elliot
- 1968 - Who Knows Where the Time Goes - Judy Collins
- 1969 - Clouds - Joni Mitchell
- 1969 - Super Session - Al Kooper
- 1970 - Eric Clapton - Eric Clapton
- 1970 - Keep Me in Mind - Miriam Makeba
- 1970 - Magical Connection - Gabor Szlabo
- 1971 - Blue - Joni Mitchell
- 1971 - Rita Coolidge - Rita Coolidge
- 1972 - Rolling Thunder - Mickey Hart
- 1973 - Ringo - Ringo Starr
- 1978 - Mariposa De Oro - Dave Mason
- 1978 - The Last Watlz - The Band
- 1980 - Michael Schenker Group - Michael schenker Group
- 1981 - MSG - Michael Schenker Group
- 1981 - Stop and Smell the Roses - Ringo Starr
- 1987 - Missing Links - The Monkees
- 1988 - Crossroads - Eric Clapton
- 1989 - Jefferson Airplane - Jefferson Airplane
- 1992 - Kansas: Live at the Whisky - Kansas
- 1993 - Acustica - Eugenio Finardi
- 2003 - Just I Am - Billy Whiters

## Riferimenti e omaggi
- Stephen Stills è il nome utilizzato da Brian Lee O' Malley[4] per un personaggio del suo fumetto Scott Pilgrim[5].
- Nel film Prometheus di Ridley Scott il capitano della nave possiede uno strumento, che dice sia appartenuto al cantante anni prima.